# Dubbelnamn (efternamn)
| Artur Mas i Gavarró och Elisabeth Tarras-Wahlberg, två personer med dubbelnamn. |  | Artur Mas i Gavarró och Elisabeth Tarras-Wahlberg, två personer med dubbelnamn. |
| Artur Mas i Gavarró och Elisabeth Tarras-Wahlberg, två personer med dubbelnamn. |  |                                                                                 |

Dubbelnamn är två familjenamn sammansatta med bindestreck. Alternativt kan det bindas samman med bindeord som i (i den spanska regionen Katalonien), y eller endast mellanslag (övriga Spanien).

## Olika länder

### Sverige
Borgerliga släkter som ville markera en förment högre klasstillhörighet,[källa behövs] men inte hade adlats och därmed inte kunde skapa ett unikt släktnamn genom att lägga till ett prefix som af, de eller von, började under 1800-talet att sammanfoga makarnas efternamn. Bruket stoppades i och med 1901 års namnlag. Kända exempel är Cavalli-Björkman, Tarras-Wahlberg, Bülow-Hübe och Hyltén-Cavallius.
Namnlagen från 1982 tillåter att den ena parten i äktenskapet behåller sitt eget efternamn som mellannamn när man antar motpartens efternamn. En make som har förvärvat den andra makens efternamn får bära ett tidigare efternamn som mellannamn. Har makar olika efternamn får en av dem, med den andres samtycke, bära den andres efternamn som mellannamn, om inte detta har förvärvats på grund av ett tidigare äktenskap.
Denna kombination av två familjenamn saknar dock bindestreck och ärvs inte av barnen. Barn till föräldrar som bär olika efternamn kan dock ha den ene förälderns efternamn och bära den andres som mellannamn, och kan därmed få precis samma kombination som en av föräldrarna.
Enligt namnlagen får som nybildat efternamn inte godkännas dubbelnamn.
Släktforskare skriver också stundtals ihop flera olika efternamn personer i det förgångna har burit med bindestreck och skapar anakronistiska dubbelnamn personen aldrig har burit, och aldrig skrivits med av sin samtid eller än mindre av egen hand.[källa behövs]
Det kan handla om personer som ibland skrevs i kyrkoböcker med enbart patronymikon (fadersnamn), och ibland med ett släktnamn, eller ibland med båda efter varandra, som på detta vis av nutida referenter får två eller flera namn ihopskrivna på ett sätt deras namn aldrig skrevs i deras livstid (till exempel "Gustav Eriksson-Vasa", ett än mer frapperande exempel, där ju släkten började kallas Vasa-ätten långt efter dennes livstid). Andra exempel är adlade personer, där deras borgerliga namn kombineras med adelsnamnet (som "Eberhard Rosén-Rosenblad").
En ny namnlag började gälla från 1 juli 2017 och gör det möjligt att förvärva dubbla efternamn.

### Spanien
I Spanien (bland annat på spanska) används som regel dubbla efternamn, i första hand med faderns efternamn som styrande. Dottern till Ángela López Sáenz (maka) och Tomás Portillo Blanco (make) lär i de flesta fall få namnet Laura Portillo López, där Portillo López är efternamnet, bildat av faderns plus moderns efternamn. I nästa generation kommer namndelen López att försvinna.
I katalanska används en motsvarande namnstandard, med den lilla skillnaden att ett i (katalanska: 'och') infogas mellan de båda efternamnsdelarna; sålunda fick Miquel Miró i Adzeries (make) och Dolors Ferrà i Oromí (maka) sonen Joan Miró i Ferrà. I vardagslag används endast den första halvan av efternamnet. Katalansk namngivning förbjöds i Spanien 1938 (i samband med spanska inbördeskrigets slut) och återinfördes i (katalansk) lag 1998.
Den traditionella efternamnsordningen i Spanien, med faderns efternamn först och moderns sist, är sedan år 2000 inte obligatorisk. Därefter har man kunnat göra en särskild ansökan om att moderns efternamn ska placeras först; denna namnordning skulle då gälla för parets alla barn. 30 juni 2017 ändrades dock den spanska namnlagen, varvid allt förval togs bort och föräldrarna vid barnets namnregistrering fritt kan välja vilket av efternamnen som ska placeras först. Om föräldrarna inte är överens och namnet inte registreras inom tre dagar från födseln, kommer efternamnsordningen att bestämmas på registermyndigheten (Registro Civil). Då kan man ta hänsyn till alfabetisk ordning eller enligt den mest estetiska/välljudande namnföljden.

### Schweiz
Före år 2013 var schweiziska kvinnor tvungna att antingen ändra sitt efternamn till sin makes efternamn eller att skapa ett dubbelnamn med makens namn. Sedan lagen ändrades 2013 kan nu par som ska gifta sig antingen välja att båda behålla sina respektive efternamn eller så kan den ena partnern ändra sitt efternamn till den andres efternamn. Att skapa ett dubbelnamn genom att kombinera båda partnernas efternamn (t.ex. Andersson Eriksson) blev inte längre tillåtet. Att använda sig av ett bindestreck mellan två efternamn (t.ex. Andersson-Eriksson) är inte en lösning det heller eftersom detta inte får användas som ett officiellt namn i det civila befolkningsregistret. När ett par gifter sig måste de redan då välja vilket av deras efternamn som deras eventuella framtida barn ska få bära. Om ett ogift par får barn så får barnet automatiskt mammans efternamn. Anledningen till att lagen ändrades 2013 var att landet ville öka jämlikheten mellan könen.

### Övriga länder
Sedvänjan med dubbla efternamn har även bland annat använts i Tyskland och Storbritannien. I Storbritannien, till skillnad från vissa andra länder, kan dubbla efternamn ärvas av barnen. 

## Patronymikon
En egen variant av "dubbelnamn" är när man använder patronymikon. Detta används bland annat i Ryssland. Där läggs patronymikon (bildat utifrån faderns förnamn) mellan förnamnet och släktnamnet.